# Alberto Alemanno
 (novembre 2023).
 (novembre 2023).
Alberto Alemanno est à la fois juriste, professeur de droit à HEC Paris, auteur, avocat d’intérêt public ainsi qu’activiste civique et innovateur social de notoriété internationale, reconnu pour son travail dans les domaines du droit européen, de la régulation et de l’engagement citoyen.[réf. nécessaire]
Né le 30 avril 1975 à Turin en Italie, il est le fondateur de The Good Lobby, une organisation et mouvement visant à démocratiser le lobbying comme une forme légitime de participation citoyenne dans toute démocratie, et avec des bureaux à Bruxelles, Paris, et Madrid. Nommé Young Global Leader par le Forum économique mondial de Davos en 2015, ainsi qu'Innovateur Social de l’année par la Fondation Schwab pour l'entrepreneuriat social en 2023, Alberto Alemanno s'est engagé à combler le fossé entre la recherche académique et la société en Europe. Dans ce sens, il est à l'initiative, depuis la dernière décennie, de nombreux projets visant à favoriser de nouvelles voies d’engagement citoyen ainsi que des actions pro-bono pour lesquelles il a été honoré du titre de Ashoka fellow.
Actuellement titulaire de la Chaire Jean Monnet en droit de l'Union européenne et directeur du département juridique à HEC Paris, il est également professeur de droit au Collège d'Europe à Bruges où il enseigne depuis 2002, ainsi que professeur invité permanent auprès de l’université de Tokyo.

## Études
Il est diplômé de l’École de Droit d’Harvard et du Collège d’Europe. Il a effectué sa thèse en droit international de l’économie à l’Université Bocconi et obtenu sa licence en droit cum laude auprès de l’Université de Turin en Italie.

## Carrière académique
Alberto Alemanno a commencé sa carrière académique au Collège d'Europe à Bruges en 2001, quand il a été choisi comme assistant d'enseignement avant de commencer l'année suivante son doctorat à l'Université Bocconi. Il a travaillé sous la supervision du professeur Giorgio Sacerdoti , ancien président de l'Organe d'appel de l'OMC, et Peter Barton Hutt, de la Harvard Law School. Après plusieurs années de pratique juridique et d'enseignement, il entre à plein temps au sein d'HEC Paris en 2009 en tant que Professeur Associé de Droit.
En 2011, il devient titulaire de la Chaire Jean Monnet en droit de l’Union européenne. Il enseigne alors le droit européen, les affaires publiques européennes ainsi que la réglementation globale des risques. Il a été professeur invité auprès de l'Université de Georgetown entre 2011 et 2013, où il a enseigné la réglementation des risques globaux et est devenu un chercheur à l'Institut O'Neill sur le droit de la santé mondiale Il enseigne depuis 2014 auprès de l’Université de Tokyo à l’école de droit et politiques publiques.
En 2013, il devient professeur de droit la faculté de droit de l'Université de New York, où il fonde et dirige la clinique de droit européen en collaboration avec la NYC School of Law. Il est également le fondateur et le rédacteur en chef de l’European Journal of Risk Regulation.
Alberto Alemanno est le fondateur du premier MOOC en ligne, sur Coursera, dédié au fonctionnement de l'Union européenne afin d’informer les citoyens sur leurs droits,.
Il a été nommé Young Global Leader par le Forum économique mondial de Davos en 2015.
Il conseille également la Commission européenne, le Parlement européen, l'Organisation de coopération et de développement économiques (OCDE) et l'Organisation mondiale de la santé (OMS) sur divers aspects du droit de l'Union européenne, la coopération réglementaire internationale, le commerce international et le droit sanitaire mondial. En outre, il conseille également de nombreuses organisations de la société civile, telles qu’ Amnesty International, Transparency International, WWF, Access Info Europe, etc.

## Carrière politique
Dans le cadre des élections législatives de 2018, Alberto Alemanno est candidat chef de file au Sénat italien dans la liste +Europa, lancée par l'ancienne commissaire européenne à la Politique des consommateurs et à la Protection de leur santé, Emma Bonino. Il n'a pas été élu avec 5 613 votes. 
À la suite de la création du gouvernement de Giuseppe Conte en Italie, il prend régulièrement la parole sur la situation politique italienne,,,,. 
Il est également connu pour ses prises de position virulentes sur les réseaux sociaux contre la politique israélienne, la qualifiant d'apartheid et de génocidaire contre le peuple palestinien[réf. nécessaire].

## Actions citoyennes
L'objectif d'Alberto Alemanno est d'inspirer et de former une nouvelle génération d'universitaires engagés, de défenseurs des droits sociaux, de réformateurs, de militants et de lobbyistes citoyens à travers toute l'Europe et au-delà. Au cours des dernières années, il a lancé plusieurs initiatives visant à favoriser de nouvelles voies d’engagement citoyen. Parmi lesquelles : l'eLab Europe, un incubateur qui promeut l'engagement civique en associant recherche académique et expériences civiques ascendantes ou encore la civic tech the Good Lobby : la première communauté de partage de compétences de lobbying visant à mettre en contact des experts avec des organisations de la société civile pour poursuivre l'intérêt public et former des militants à travers l'Europe.
Dans ce contexte, il a également fondé la première école d'activisme européen et est impliqué dans de nombreuses ONG européennes, telles que WeMove.eu et European Alternatives. Ainsi, il siège au conseil des organisations de transparence Access Info Europe et Diritto di Sapere, ainsi qu'au sein de la campagne citoyenne We Move, qui opère au niveau transnational, et Riparte il Futuro, une communauté de lutte contre la corruption.
Alberto Alemanno publie régulièrement des tribunes dans Le Monde,,, Politico Europe et Bloomberg. Son travail d'intérêt public et universitaire a été présenté dans le New York Times, The Economist et The Financial Times,. Son dernier livre, « Lobbying for Change : Trouvez votre voix pour créer une meilleure société» (Iconbooks, 2017), fournit une analyse et un guide pour aider les citoyens à prendre la parole et agir sur les décisions locales, nationales et internationales.

## The Good Lobby
La civic start up The Good Lobby a pour ambition de démocratiser le lobbying en permettant à des académiques[pas clair] et des professionnels d’offrir gratuitement leurs services aux ONGs travaillant pour d’importantes causes sociales et/ou sociétales.
Concrètement, The Good Lobby met en lien des ONGs, en manque de compétences et de ressources financières, avec ces acteurs. Elle vise à fournir des opportunités utiles de volontariat de compétences, des opportunités de s’impliquer bien au-delà des formes traditionnelles d’engagement, comme le don occasionnel ou la signature d’une pétition[source insuffisante].

## Polémique
Dans le contexte de la guerre à Gaza depuis 2023, ses propos tenus sur les réseaux sociaux qui évoquent un « soulèvement des colonisés » au lendemain du 7 octobre provoquent l’indignation et une tribune d’un collectif d’anciens élèves de HEC Paris qui dénonce ce message. Par la suite, il modifie celui-ci et exprime officiellement ses regrets.

## Publications
- Lobbying for Change - Find Your Voice To Create A Better Society[37] (Icon Books, 2017)
- Reinventing Legal Education[38] (Cambridge University Press, march 2018) (with L. Khadar)
- The New Intellectual Property of Health – Beyond Plain Packaging[39](Edward Elgar, 2016) (ed. with E. Bonadio)
- Nudge and the Law – A European Perspective (Oxford Hart Publishing, 2015) – (ed. with A-L. Sibony)
- Regulating Lifestyle Risks – Europe, Alcohol, Tobacco and Unhealthy Diets[40] – (Cambridge University Press, 2014), ed. with A. Garde
- Better Business Regulation in a Risk Society (Springer, 2013) – (ed. with F. den Butter, A. Nijsen and J. Torriti)
- Foundations of EU Food Law & Policy – Ten Years of European Food Safety Authority – (Ashgate, 2013) (ed. with S. Gabbi)
- Governing Disasters – The Challenges of Emergency Risk Regulation – (ed. Edward Elgar, 2011)
- Trade in Food – Regulatory and Judicial Approaches in the EU and the WTO – (Cameron May, London 2nd ed., 2007